# Kroatiens flag
Kroatiens flag består af tre lige brede horisontale striber i rød, hvid og blå. Midt på flaget findes Kroatiens rigsvåben, hvilket gør det muligt at adskille Kroatiens trikolore fra Nederlandenes, da de to flag ellers er identiske.
Den røde, hvide og blå trikolore har været brugt som Kroatiens flag siden 1848. Farverne udlægges ofte som de panslaviske, men er hentet fra våbenskjoldene fra de centrale kroatiske områder. Kroatiens våben er rødt og hvidt, mens blåt er baggrundsfarven i Dalmatiens og Slavoniens våben. I sidstnævnte våbenmærke forekommer også rødt og hvidt. Kombinationen af netop disse områders farver hænger sammen med, at Kroatien i 1800-tallet gik under betegnelsen det treenige kongedømme Kroatien, Slavonien og Dalmatien. Flaget blev gjort officielt, da Kroatien blev selvstændigt efter det habsburgske riges sammenbrud efter 1. verdenskrig. Brugen af flaget blev kortvarig, da landet gik i union med nabolandene, først som en del af kongedømmet, der omfattede serbere, kroater og slovenere (1918-1929), fra 1929 under navnet Kongedømmet Jugoslavien. Den første tid, som var præget af centralisme, var den kroatiske trikolore ikke officielt anerkendt, men dette ændredes i 1938, da Kroatien blev gjort til en provins. Brugen af flaget fortsatte under den nominelt uafhængige kroatiske stat under ledelse af Ustasja-partiet, men flaget fik, i modsætning til det traditionelle, kroatiske, skakmønstrede rigsvåben, også Ustasjas partimærke i kantonen. Dette bestod af bogstaverne U omgivet af et flettemønster hentet fra kroatisk arkitektur og anses for at være et typisk kroatisk mønster. Efter 2. verdenskrig, da kommunisterne overtog magten og Kroatien blev en af delstaterne i det føderale Jugoslavien, blev den kroatiske trikolore officielt benyttet med den jugoslaviske gulkantede røde stjerne i midten. Dette flag blev brugt frem til året før Kroatiens selvstændighed. I juni 1990, kort tid efter det første flerpartivalg, blev stjernen taget ud og erstattet med det enkle kroatiske våbenskjold. 
21. december 1990 blev det nuværende flag vedtaget. Den officielle dato for flagets introduktion var dermed omtrent ti måneder før Kroatiens erklærede uafhængighed fra Jugoslavien. Trikoloren er den samme som tidligere, men våbenskjoldet i midten er forandret, da der over selve skjoldet er indsat en "krone" bestående af fem våbenskjolde for det gamle Kroatien, Dubrovnik, Dalmatien, Istrien og Slavonien. 
Til brug på land er Kroatiens trikolore i størrelsesforholdet 1:2. Det benyttes som sådan både som nationalflag og statsflag. Til søs, som koffardiflag og statsflag, er trikoloren kortere, i forholdet 2:3. Orlogsflaget er baseret på nationalflaget i størrelsen 2:3, men har to korslagte gule ankre bag rigsvåbnet. 

## Historiske flag
- Den uafhængige staten Kroatiens flag, 1941-1945.
- Socialistrepublikken Kroatiens flag i Jugoslavien, 1945-1990.